# 24S-Hidroksiholesterol
24S-Hidroksiholesterol (24S-HC), takođe poznat kao holest-5-en-3,24-diol ili cerebrosterol, je endogeni oksisterol proizveden u neuronima u mozgu za održavanje homeostaze holesterola. Otkrili su ga 1953. Alberto Erkoli, S. Di Frisko i Pjetro de Ruđeri, koji su prvo izolovali ovaj molekul u konjskom mozgu, a zatim demonstrirali njegovo prisustvo u ljudskom mozgu.

## Struktura
24S-HC se proizvodi supstitucijom hidroksi grupe na ugljeniku broj 24 u holesterolu, katalizovanoj enzimom holesterol 24-hidroksilaze (CYP46A1).

## Funkcija
24S-HC se vezuje za apolipoproteine kao što su apoE, apoJ, i apoA1 da bi formirao komplekse slične HDL-u koji mogu lakše da prođu krvno-moždanu barijeru od slobodnog holesterola. Dakle, proizvodnja 24S-HC služi kao jedan od nekoliko mehanizama za ravnotežu pri sintezi holesterola u mozgu. Nakon ulaska u opštu cirkulaciju krvi i putovanja u jetru, 24S-HC može biti sulfatisan, glukuronizovan ili pretvoren u žučne kiseline, koje se na kraju mogu izlučiti.
24S-HC je agonist jetrenih X receptora, klase nuklearnih receptora koji detektuju oksisterole. U mozgu, jetreni X receptor beta je primarni LXR tip, koji je u interakciji sa 24S-HC. Nivoi 24S-HC koje detektuju LXR receptori mogu regulisati ekspresiju SREBP mRNA i proteina, koji zauzvrat regulišu sintezu holesterola i sintezu masnih kiselina.
24S-HC može da učestvuje u nekoliko aspekata razvoja i funkcije mozga, kao što je rast aksona i dendrita ili sinaptogeneza, kao i da deluje kao pozitivan alosterični modulator NMDA receptora. Regulacija metabolizma 24S-HC u neuronima može igrati ulogu u njihovom zdravlju i funkciji, kao i njihovom odgovoru na povredu ili bolest. Nivoi 24S-HC u krvnoj plazmi mogu biti promenjeni nakon akutnih povreda mozga kao što je moždani udar ili kod neurodegenerativnih bolesti kao što su Alchajmerova bolest, Hantingtonova bolest i multipla skleroza.